# 曹繼孝
曹繼孝（1549年—？），字達卿，號衡南，湖廣黃州府黃岡縣人，民籍，明朝政治人物。

## 生平
嘉靖四十三年（1564年）甲子科湖廣鄉試第二十名，萬曆十一年（1583年）癸未科會試第三十三名，登三甲第一百六十九名進士。工部觀政，本年授浙江会稽知县，十八年升卫辉府同知，二十一年降一级，调用闲散。

## 家族
曾祖曹儼，曾任歲貢生；祖父曹璞；父曹雲深。母王氏。